# Сенделчево
Сенделчево (грч. Σανδάλι, Сандали) је насељено место у општини Вртикоп у периферији Средишња Македонија, Грчка. Према попису из 2021. године било је 130 становника.
Према бугарском географу и историчару, Василу Канчову, у Сенделчеву је 1900. године живело 80 Словена хришћана и 60 Рома. После Првог светског рата село је било напуштено, а 1924. године насељене су грчке избегличке породице из Турске. На попису из 1928. године Сенделчево је имало 130 становника.